# Södrik

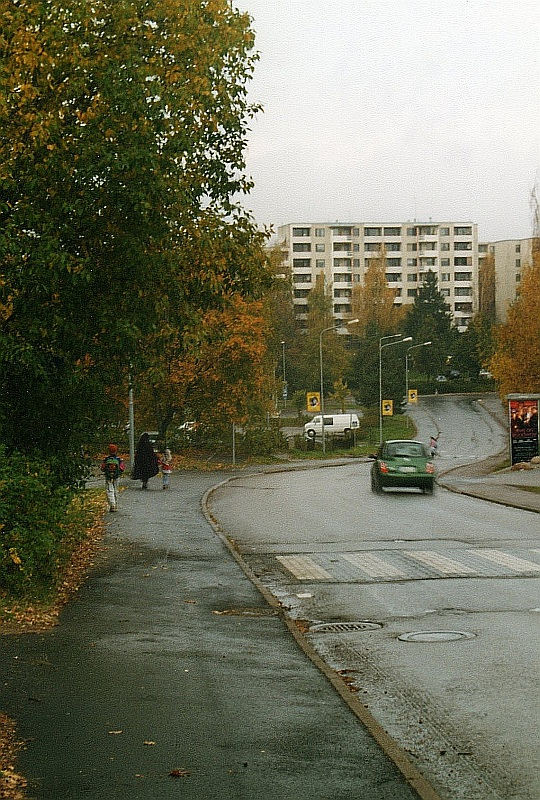
Sockkärrsvägen i Södrik

Södrik [sö:drik] (fi. Suvela) är en del av stadsdelen Esbo centrum i Esbo stad.
Södrik är bostadsområdet i den södra delen av Esbo centrum och byggdes på 1970-talet med höga höghus med platt tak. På senare år har området byggts ut, också med radhus vid områdets kanter. Södrik har haft ett dåligt rykte, speciellt på 1980-talet och Ilta-Sanomat kallade Södrik för en av Esbos problemförorter. Bostädernas priser var 1995 de lägsta i Esbo. Den finska komediserien Mogadishu Avenue filmades i Södrik eftersom, enligt tidningen Presso, det inte fanns en tillräckligt nedgången förort i Helsingfors. 